# Carmine Tramunti
Carmine Tramunti detto Jimmy Gribbs (New York, 1º ottobre 1910 – New York, 15 ottobre 1978) è stato un mafioso statunitense di origine italiana.

## Biografia
Carmine Tramunti nacque nel 1910 e crebbe in un quartiere di case popolari sulla 107th street. Tramunti venne affiliato negli anni trenta, nella potente Famiglia Gagliano di New York. Negli anni cinquanta fu promosso da "soldato" a "capodecina" e controllava una grossa parte dei profitti della riscossione del racket ad Harlem.
Diede inizio al cosiddetto “Harlem Game” uno dei maggiori circuiti di gioco d'azzardo ad East Harlem. Tramunti era un uomo muscoloso, molto alto, con un triplo mento e aveva una notevole rassomiglianza con il comico Jonathan Winters. Il quartier generale di Tramunti era “The Stage Delicatessen”, una pasticceria sita all'834 sulla 7th Avenue di Manhattan.

### Gli anni da boss reggente
Nel 1967, con la morte di Tommy Lucchese, boss dell'omonima famiglia, Tramunti divenne il boss ufficiale della famiglia . Carlo Gambino, capo della famiglia Gambino, usò tutta la sua influenza per fare in modo che Tramunti divenisse boss della famiglia Lucchese. 
Ciò lascia intendere che Tramunti potrebbe essere stato un boss di facciata o una figura simbolica, più che altro; alcuni ipotizzano infatti che durante questo periodo Gambino avesse retto entrambe le famiglie, sia i Gambino che i Lucchese. Nel 1971, Tramunti fu assolto in un caso di una truffa multimilionaria.

### L'arresto e laFrench connection
Dal 1973, Tramunti venne messo sotto indagine dal Dipartimento di Giustizia di Brooklyn. Infine, venne arrestato nel famoso caso French Connection, per aver finanziato una grossa operazione di smercio di eroina rubata dai depositi del NYPD.
L'arresto di Tramunti è stato riportato nel film Quei bravi ragazzi di Martin Scorsese, in cui il capodecina della famiglia Lucchese, Paul Cicero (basato su Paul Vario) avverte il protagonista Henry Hill, di non spacciare droga. 
Nel suo dialogo con Hill, dice: “Io non mi faccio fottere come Gribbs, hai capito? Gribbs ha 70 anni e creperà in prigione. A me non interessa, vi sto avvisando a tutti, fosse anche mio figlio, fosse chicchessia! Gribbs s'è beccato 20 anni solo per aver salutato uno stronzo che gli vendeva la droga alla spalle. Io non ci sto, a me non succederà, hai capito?”
Probabilmente la sola prova contro Tramunti era un informatore dell'FBI che disse di aver visto in un ristorante del Bronx Tramunti stringere la mano di un noto spacciatore di eroina, Louis Inglese detto "Gigi", che gli aveva fatto un'offerta. Tramunti negò sempre le accuse, dicendo “Posso essere un criminale e posso anche aver fatto delle cose sbagliate, ma non sono uno spacciatore”.
Anche se alcuni, tra cui i reporter Jack Newfeld e Murry Kempton, credono che la cosa sia stata effetto di un errore giudiziario, Tramunti venne processato e condannato a 15 anni di galera. Anthony “Tony Ducks” Corallo fu il suo successore alla guida della famiglia Lucchese.
Nel 1978, Carmine Tramunti morì in prigione di cause naturali.

## Mafiosi associati
Tramunti aveva legami di affari, alleanza e collaborazione con i seguenti mafiosi:
- New York
  - Paul Vario
  - Tommy Lucchese
  - Vincent Rao
  - John Ormento
  - Anthony Corallo
  - Neil Migliore
  - Vic Panica
- Florida
  - Thomas Dioguardi
  - James Plumeri
  - Frankie Carbo